# Мутня (приток Левоши)
Мутня — река в России, протекает по Порховскому району Псковской области. Длина реки — 14 км.
Начинается к юго-западу от деревни Шелеши. Течёт в общем западном направлении по лесам и через деревни Селы, Камянка, Адамово, Поздной. В среднем течении берега реки обрывисты, их высота достигает 8 метров. Устье реки находится в 4 км по левому берегу реки Левоши напротив урочища Лыченка.

## Данные водного реестра
По данным государственного водного реестра России относится к Балтийскому бассейновому округу, водохозяйственный участок реки — Великая. Относится к речному бассейну реки Нарва (российская часть бассейна).
Код объекта в государственном водном реестре — 01030000212102000029249.